# Astronáutica

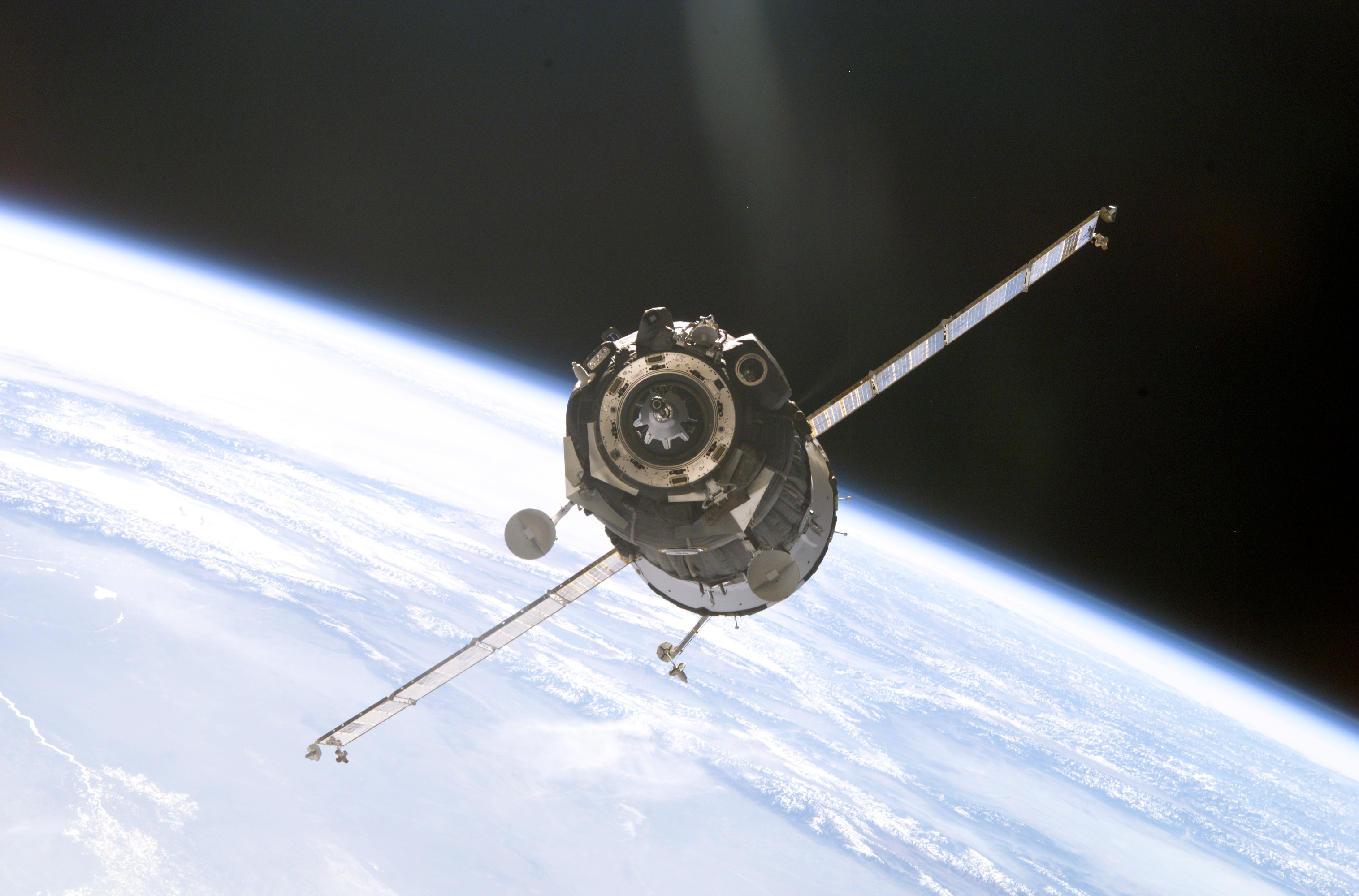
Nave espacial russa Soyuz

A astronáutica, também chamada de cosmonáutica ou, mais raramente, espaçonáutica, é o ramo da ciência e da técnica que se ocupa com máquinas projetadas para operarem fora da atmosfera terrestre, sejam elas tripuladas ou não tripuladas. É a ciência e a tecnologia que lida, primariamente, com o voo espacial.

## Astronáutica vs. cosmonáutica
O termo "astronáutica" foi proposto em 1927, por analogia com "aeronáutica", pelo escritor francês Joseph Genri Rosny, também conhecido como Rosny Ainé (1856–1940),  que esteve durante muitos anos envolvido com o movimento astronáutico francês. Rosny definiu astronáutica da seguinte forma: "A astronáutica é a ciência que tem por objetivo dar ao homem a possibilidade de evadir-se da Terra e, desse modo, poder viajar a sua vontade por todo o espaço celeste". Este termo passou a ser adotado pela maior parte dos países do mundo.
Em 1928, o barão austríaco, Guido von Pirguet, sugeriu o termo "cosmonáutica", que foi adotado por alguns países, em especial na União Soviética. Por este motivo, durante muito tempo, especialmente durante a Guerra Fria entre os Estados Unidos e a União Soviética, a imprensa internacional empregava o termo "astronautas" para se referir aos tripulantes das espaçonaves americanas e "cosmonautas" para os tripulantes das espaçonaves soviéticas.
Alguns autores denominam a era da Astronáutica de grandes navegações espaciais, quando se tratando para lugares distantes na exploração espacial, em alusão à era das grandes navegações.
Outro termo proposto, porém não muito utilizado, foi "espaçonáutica".
A engenharia astronáutica é um setor específico da engenharia relacionada com a astronáutica.

## História
Em seus primórdios, a astronáutica era puramente teórica. Muito antes de se tornar possível enviar espaçonaves para o espaço, a questão do voo espacial interessou figuras como Júlio Verne e H.G. Wells. No começo do século XX, Konstantin Tsiolkovsky derivou a famosa equação do foguete que tornou possível calcular a velocidade final de um foguete em função da massa final do foguete (sem o propelente), {\displaystyle m_{1}}; da massa inicial (foguete+propelente), {\displaystyle m_{0}}, e da velocidade de exaustão do propelente,
{\displaystyle v_{e}} :
{\displaystyle \Delta v\ =v_{e}\ln {\frac {m_{0}}{m_{1}}}}
Tsiolkovsky é considerado por muitos historiadores, como sendo o "pai da astronáutica".
A história prática da astronáutica começa com os foguetes de combustível líquido, desenvolvidos pioneiramente pelo professor e cientista americano, Robert Hutchings Goddard (1882–1945), em 16 de março de 1926.
Os principais ramos da astronáutica são:
- Matemática espacial
- Astrodinâmica
- Ambiente espacial
- Design de espaçonaves
- Foguetes
- Navegação

Pode-se englobar a astronomia e a astronáutica no termo geral "ciências espaciais"